# 敗血症性ショック
敗血症性ショック（はいけつしょうせいショック、英: Septic shock）とは、十分な点滴静脈注射にもかかわらず、血圧が低いままで血清乳酸値が2mmol/L (>18 mg/dL) 以上の重度の敗血症のことである。初期症状には、体温が38 °C (100.4 °F)を超えるまたは36 °C (96.8 °F)を下回る、頻脈、狭い脈圧、呼吸回数の増加などがあげられる。さらに重度の症状には、昏迷やチアノーゼなどがあげられる。合併症には、急性呼吸窮迫症候群や多臓器不全などがあげられる。
最も一般的な感染症の種類は細菌性であり、グラム陰性細菌感染症が症例の62%に存在し、グラム陽性細菌感染症が症例の47%に存在する。5%未満の症例にはウイルスまたは寄生虫が関与している。最も一般的な感染個所は、肺（42%）、血液（21%）、尿（10％）であるが症例の3分の1は感染個所が不明である。敗血症の危険因子には、糖尿病、悪性腫瘍、肝臓または腎臓の問題、副腎皮質ホルモンの使用、熱傷、免疫機能の低下、超高齢または幼齢などがあげられる。敗血症性ショックは、血液分布異常性ショックの一種である。
治療には抗生物質、感染組織の除去、点滴静脈輸液、ノルエピネフリンのような血管作動薬などを用いた早期目標指向型治療がおこなわれる。この他には、機械換気や副腎皮質ホルモンの使用などがあげられる。米国での重度の敗血症の罹患者数は年間約750,000人（10万人中300人）である。死亡リスクは40%を超え、一命を取りとめても長期的な障害が残る人もいる。